# Scaphophyllum speciosum
Scaphophyllum speciosum är en bladmossart som först beskrevs av Horik., och fick sitt nu gällande namn av Inoue.. Scaphophyllum speciosum ingår i släktet Scaphophyllum och familjen Jungermanniaceae. Inga underarter finns listade i Catalogue of Life.